# Zeiten ändern dich (film)
Zeiten ändern dich è un film biografico del 2010, diretto da Uli Edel, con protagonista il celebre rapper Bushido.
La pellicola è uscita nelle sale della Germania a Berlino il 3 febbraio 2010.

## Trama
Anis Mohamed Youssef Ferchichi, nome d'arte di Bushido, è in tournée con i suoi amici; festeggiando il suo 26º compleanno riceve una cartolina postale del padre, con il quale ha avuto dei problemi durante l'infanzia, con il numero di telefono e il luogo in cui si trova; attraverso un flashback, viene raccontato come cominciò a spacciare droga e di come ha conosciuto Selina, che diventerà la sua ragazza. Prima del concerto, chiama suo padre, aggredendolo verbalmente; dopo si sfoga al microfono creando la canzone "Reich mir nich deine Hand" (Non accostarmi la tua mano).
Viene mostrato Anis da adolescente, quando viene invitato dalla famiglia di Selina, una delle famiglie più ricche di Berlino, dalla quale è criticato per non aver frequentato la scuola. Nonostante fosse caduto in una trappola, durante la vendita della droga, Anis ed un suo compare riescono a fuggire, tuttavia sua madre viene aggredita e minacciata con una pistola, mentre suo fratello piccolo è chiuso a chiave nella sua camera; dopo questo episodio, Anis decide di smettere la sua attività illecita. Tuttavia viene comunque arrestato dalla polizia, per la droga presente nel suo zaino. Il giudice gli commina tre anni di lavori socialmente utili; in carcere conosce Fler (Patrick Losensky), che diventa il suo amico.
Bushido presenta alla mamma Selina dove si apre il discorso sul padre di Bushido; Selina decide poi di portare Bushido a Düsseldorf, per incontrare il padre, ma l'incontro non ha un esito positivo. Dopo una spiegazione su nome "Bushido", si fa tatuare sulla parte destra del collo una B, disegnandolo inoltre su un treno. Bushido e Selina hanno poi una discussione, durante la quale la ragazza critica il suo comportamento e la scelta di farsi il tatuaggio; Selina decide di rompere la loro storia, cosa che provoca la reazione di Bushido, che la ferisce. Selina, sanguinante, se ne va sgommando con la sua auto.
Nei giorni successivi Bushido cerca di rintracciare Selina, che tuttavia non vuole parlare con lui. Il ragazzo la cerca a casa e, nonostante la madre della giovane gli avesse detto che non c'era, la vede dalla finestra. Sconsolato, torna a casa sua dove guarda in televisione gli attentati dell'11 settembre 2001. Bushido firmò per la Label indipendente "Hardcore" (Hardcore è il nome che viene usato nel film, ma in verità si tratta della Label Aggro Berlin) con Fler; per problemi contrattuali, decise che, dopo una determinata somma di denaro e due album (Carlo, Cokxxx, Nutten e Vom Bordstein bis zur Skyline), avrebbe lasciato l'etichetta. Attraverso un suo amico tuttavia, riuscì a costringere il proprietario a scogliere il contratto che legava Bushido alla Hardcore. Nel 2004 fondò la sua Label indipendente"ersguterjunge" e fece un enorme successo in tutta la Germania, fece amicizia con Kay One (Kenneth Glöckler), vincendo anche il titolo di "miglior album", "miglior video" e fu la "Cometa 2008", conquistando diversi dischi d'oro.
Dopo uno scontro fuori da una discoteca, Bushido e i suoi compagni vennero arrestati dalla polizia; in carcere Bushido fece un mini-concerto per tutti i carcerati, cantando la canzone "23 Stunde Zellen". In seguito pagarono la cauzione di 100.000 euro per uscire dal carcere, cominciandosi a preparare per il suo primo concerto a Berlino. Prima di questo evento gli dissero che suo padre era malato. Andò a Düsseldorf dal padre, perdonandolo, e lo portò con sé al concerto. Ad inizio concerto, Bushido non era ancora arrivato e Kay One disse a Karel Gott di iniziare con una sua canzone rap. Dopo l'arrivo di Bushido, sotto la base di "Für immer jung" cantata da Bushido, il padre e la madre di Anis si rincontrarono, abbracciandosi e piangengo. Poi la mamma con il papà e il fratello andarono dietro le quinte a vedere Bushido che stava cantando la canzone con Karel Gott. Poi cantò la canzone "Alles wird gut", ma cantando vide Selina con il suo nuovo ragazzo; lui si fermò e dopo un paio di secondi sorrise, anche Selina sorrise, e continuò a cantare per il resto del concerto.